# سوليرا دي جابالدون
بلدية سوليرا دي جابالدون (بالإسبانية: Solera de Gabaldón)‏، هي إحدى بلديات مقاطعة قونكة إحدى مقاطعات إسبانيا، و التي تقع في منطقة قشتالة لا منتشا وسط البلاد, و المائلة لجهة الشرق من إسبانيا.
يبلغ عدد سكانها 37 نسمة وفقاً لإحصائية سنة (2007).